# Истебна (гмина)
Истебна (пол. Istebna) — сельская гмина (волость) в Польше, входит как административная единица в Цешинский повет, Силезское воеводство. Население по состоянию на 2004 год — 11 279 человек.

## Демография
Данные по переписи 2004 года:
| Перепись                       | Всего   | Всего | Женщины | Женщины | Мужчины | Мужчины |
| ------------------------------ | ------- | ----- | ------- | ------- | ------- | ------- |
| Единицы                        | человек | %     | человек | %       | человек | %       |
| Население                      | 11 279  | 100   | 5653    | 50,1    | 5626    | 49,9    |
| Плотность населения (чел./км²) | 133,9   | 133,9 | 67,1    | 67,1    | 66,8    | 66,8    |

## Соседние гмины
1. Гмина Милювка
2. Гмина Райча
3. Висла